# Балашовы

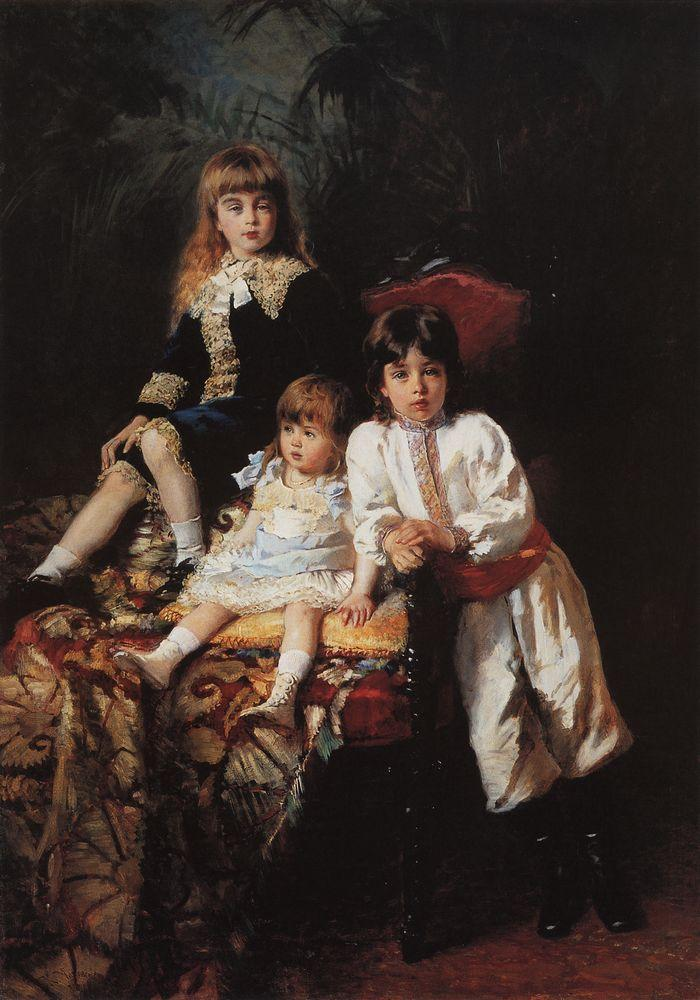
Дети Н. П. Балашова на портрете кисти Маковского (1880)

Балашо́вы  (Балашёвы)  — русский дворянский род.
В Гербовник внесены две фамилии: Балашевы и Балашовы:
1. Балашевы, потомки Андрея Балашева, жившего в начале XVII века (Герб. Часть XIII № 29). Род причислен к древнему дворянству.
2. Балашов Кузьма, пожалованный в дворянское достоинство (1741) (Герб. Часть II. № 136)[1].

Благодаря браку сановника А. Д. Балашова с наследницей горнозаводчика И. С. Мясникова (1808) вошёл в число богатейших в Российской империи.

## Род Андрея Балашева
Андрей Балашев жил в начале XVII столетия. Его сын Мамон Андреевич помещик Ряжского уезда (1652—1653). Дмитрий Иванович (сын Ивана Мамоновича; ок. 1716—1790) — асессор Монетного двора (1762), председатель Гражданской палаты в Смоленске (1777), поручик правителя Орловского наместничества (1778—1780), действительный статский советник, обер-прокурор Правительствующего Сената и кавалер ордена Святого Владимира 2-й степени (1786), тайный советник и сенатор (ум. 1790, похоронен с женой на кладбище в Ясногорском районе Тульской области на закрытом кладбище близ д. Павловское, в настоящее время могила разрушена, можно увидеть остатки надгробного камня).
Определением Правительствующего сената (от 19 сентября 1861), утверждённого постановлением С-Петербургского дворянского депутатского собрания (от 22 июня 1862), род внесён в VI-ю часть дворянской родословной книги. Копия с утверждённого герба выдана (16 марта 1871) надворному советнику Ивану Петровичу Балашеву.

### Описание герба

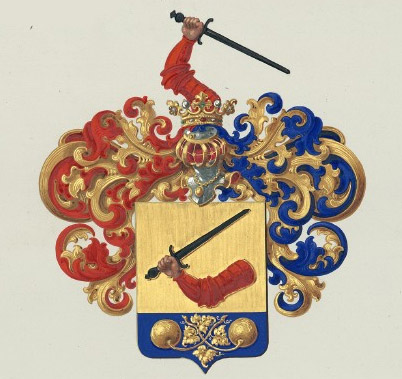
ОГ XIII, 29

В золотом щите с голубой оконечностью, правая рука в красных латах, держит чёрный меч. В оконечности щита два золотых арбуза с перекрещенными золотыми стеблями и листьями. Над щитом дворянский шлем с короной. Нашлемник: правая рука в красных латах держит чёрный меч. Намёт: справа —  красный с золотом, слева —  голубой с золотом.

### Известные представители
- Александр Дмитриевич, родился в Москве 13 июля 1770 года, умер в Кронштадте 8 мая 1837 года; был сперва петербургским обер-полицмейстером, потом исправляющим должность петербургского военного губернатора (1809—1810 г.), министром полиции (1810—1816 г.), а с 1820 по 1825 года — генерал-губернатором губерний Рязанской, Тульской, Орловской, Воронежской и Тамбовской.
- Сын его, Пётр Александрович (1811—1845) — камергер, женат на дочери фельдмаршала Паскевича.
- Николай Петрович (1840—1931) — член Государственного совета, женат на внучке фельдмаршала М. С. Воронцова;
- Пётр Николаевич (1871—1927) — общественный деятель, член III и IV Госдумы.
- Иван Петрович (1842—1924) — русский государственный и общественный деятель; камергер, обер-егермейстер Императорского двора.

## Род Козьмы Балашова
Козьма Балашов, лейб-кампанец, по именному Высочайшему указу императрицы Елисаветы Петровны (от 31 декабря 1741), пожалован, с законными от его сей числа рождёнными и впредь рождаемыми детьми и их потомством, в дворянское достоинство, на которое (25 ноября 1751) выдан диплом.

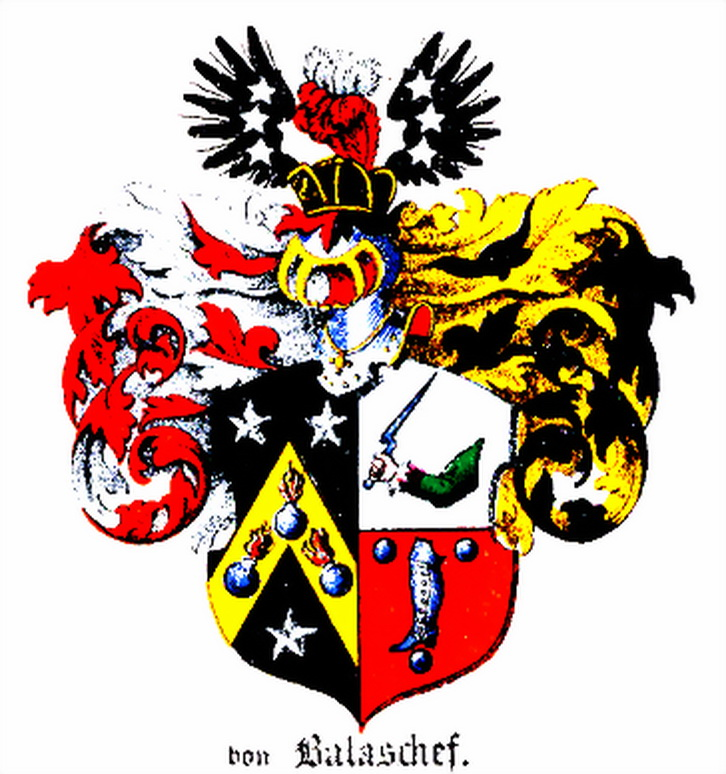
Герб лейб-кампанца Козьмы Балашова

Щит разделён перпендикулярно на две части, в правой в чёрном поле между трех серебряных пятиугольных звёзд изображено золотое стропило с означенными на нём тремя горящими гранадами натурального цвета. В левой части в верхнем серебряном поле видна рука, одетая зелёным с красным обшлагом держащая фузейный штык черный; в нижнем красном поле между тремя серебряными большими пулями означена нога в серебряной обуви.
Щит увенчан обыкновенным дворянским шлемом, на котором наложена Лейб-Компании гренодерская шапка со страусовыми перьями красным и белым; а по сторонам оной шапки видны два черные орлиные крыла и на них по три серебряные звезды. Намет на шит красного и черного цвета, подложенный серебром и золотом.
Герб Балашова внесен в Часть 2 Общего гербовника дворянских родов Всероссийской империи, стр. 136.